# Новый Аладдин
«Новый Аладдин» — советский рисованный мультфильм, созданный режиссёром Иваном Давыдовым на студии «Союзмультфильм» в 1979 году, и пародия на арабскую народную сказку «Аладдин и волшебная лампа». В этом мультфильме высмеиваются те, кто стремится прожить за чужой счёт.

## Сюжет
Это модернизированная версия старой сказки об Аладдине, в которой принцесса Зульфия, в отличие от оригинала, выбирает себе в мужья не главного героя, а могущественного джинна, который выполнял за него всю работу.

## Создатели
- автор сценария: Михаил Липскеров
- режиссёр: Иван Давыдов
- художники-постановщики: Константин Карпов, Лев Мильчин
- композитор: Михаил Меерович
- оператор: Светлана Кощеева
- звукооператор: Борис Фильчиков
- ассистенты: Галина Андреева, О. Павлова, О. Ерофеева
- художники-мультипликаторы: Виктор Шевков, Татьяна Померанцева, Анатолий Абаренов, Эльвира Маслова, Александр Елизаров, Алексей Букин
- художники: Вера Харитонова, В. Максимович
- монтажёр: Галина Смирнова
- редактор: Наталья Абрамова
- директор картины: Любовь Бутырина

## Роли озвучивали
- Василий Ливанов — колдун
- Александр Ширвиндт — Аладдин
- Владимир Этуш — султан
- Всеволод Ларионов — гриф-бюрократ Селим
- Юрий Волынцев — джинн